# No More Cloudy Days
No More Cloudy Days è un singolo del gruppo musicale statunitense Eagles, pubblicato nel 2005.

## Tracce
1. No More Cloudy Days – 3:52 (Glenn Frey)

## Formazione
- Glenn Frey - voce, chitarra acustica
- Joe Walsh - chitarra elettrica, cori
- Timothy B. Schmit - basso, cori
- Don Henley - batteria, percussioni, cori

## Classifiche
| Classifica                   | Posizione migliore |
| ---------------------------- | ------------------ |
| Billboard Adult Contemporary | 3                  |